# داولت بگ اولدی

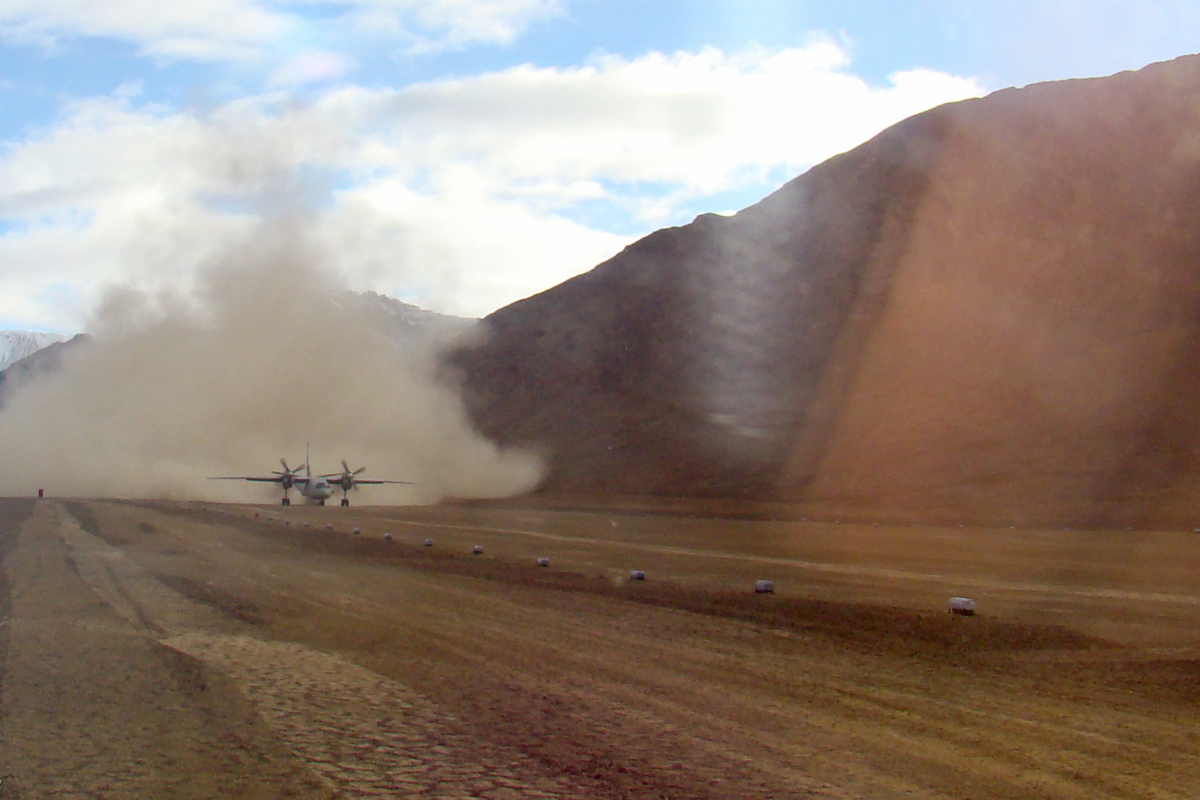
جنگنده نیروی هوایی هند در حال برخاستن از پایگاه داولت بک اولدی

داولت بگ اولدی (به انگلیسی: Daulat Beg Oldi) یک فرودگاه است. این فرودگاه در کشور هند قرار دارد. این مکان اردوگاه تاریخی بوده و در حال حاضر پایگاه نظامی است. داولت بیگ اولدی در زبان تُرکی به معنای "مکانی است که آن مرد بزرگ و ثروتمند درگذشت".  داستان های مختلفی در فرهنگ عامه وجود دارد که از آنها یاد می شود - مانند داستانی در مورد این مکان، که یک کاروان بزرگ نابود شده است، یا داستانی که بیانگر محل دفن یک مرد ثروتمند و گنج اوست.